# Adhemarius blanchardorum
Adhemarius blanchardorum là một loài bướm đêm thuộc họ Sphingidae. Nó được miêu tả bởi Hodges năm 1985, và được tìm thấy ở Texas và México.